# ناحیه گوانگ‌جین
ناحیه گوانگ‌جین (کره‌ای: 광진구) (گوانگ‌جین گو) یکی از ۲۵ نواحی سئول پایتخت کره جنوبی است. این ناحیه در کرانه شمالی رود هان، در انتهای شرقی سئول واقع شده‌است. ناحیه گوانگ‌جین در سال ۱۹۹۵ از ناحیه همسایه یعنی ناحیه سونگدونگ ایجاد شد.
دانشگاه کنکوک و دانشگاه سجونگ در ناحیه گوانگ‌جین قرار داردند.

## خواهرخوانده
- بوون، کره جنوبی
- بوریونگ، کره جنوبی
- ارغلی، ترکیه
- فانگشان، چین
- شهرستان اینج، کره جنوبی
- مون‌گیونگ، کره جنوبی
- یونگ‌گوانگ، کره جنوبی